# Canal Icy
Canal Icy är ett sund i Chile.   Det ligger i Región de Magallanes y de la Antártica Chilena, i den södra delen av landet, 1 800 km söder om huvudstaden Santiago de Chile.